# Vienne, premier avril an 2000
Pour plus de détails, voir Fiche technique et Distribution.
Vienne, premier avril an 2000 (titre original : 1. April 2000) est un film autrichien réalisé par Wolfgang Liebeneiner, sorti en 1952.

## Synopsis
Après de nombreuses négociations infructueuses avec les Alliés au sujet de la fin de l'occupation de l'Autriche et de son indépendance, le chancelier fédéral d'Autriche incite ses compatriotes à déchirer leurs cartes d'identité en quatre langues, qui ont été délivrées par les Alliés, envoyant ainsi un signal clair au monde entier. L'Autriche est ensuite accusée de vouloir rompre la paix mondiale devant un tribunal mondial, qui la soupçonne de préparer une Troisième Guerre mondiale.
Les membres du tribunal mondial survolent Vienne dans leur fusée spatiale et atterrissent devant le château de Schönbrunn. Les Autrichiens doivent alors leur prouver qu'ils sont une belle nation et qu'ils ne briseront jamais la paix mondiale. Ils vont donc leur présenter tout ce qui rend leur nation avenante en commençant par Mozart, puis par le prince Eugène de Savoie, l'impératrice Marie-Thérèse d'Autriche, le vin viennois, la valse viennoise, les massifs montagneux du pays, les orchestres classiques et ainsi de suite. Malgré les preuves présentées, l'Autriche est déclarée coupable mais juste avant que la condamnation ne soit prononcée, on rend publique la déclaration de Moscou de 1943. Cette déclaration indique clairement que l'Anschluss est nulle et non avenue, signifiant que l'Autriche doit être libérée de toute présence étrangère sur son sol. Les puissances alliées conviennent alors de quitter le pays.
De retour à l'époque actuelle en 1952, on déplore que ces actions et l'indépendance de l'Autriche n'auront lieu qu'en l'an 2000.

## Fiche technique
- Titre original : 1. April 2000
- Titre français alternatif : Premier avril an 2000
- Réalisation : Wolfgang Liebeneiner
- Scénario :  Rudolf Brunngraber
- Photographie : Sepp Ketterer, Karl Löb et Fritz Arno Wagner
- Musique : Alois Melichar, Robert Stolz
- Chorégraphie : Erika Hanka
- Montage : Henny Brünsch
- Décors : Hans Rouc et Alexander Sawczynski
- Costumes : Otto Niedermoser
- Son : Herbert Janeczka et Otto Untersalmberger
- Production : Karl Ehrlich
- Durée : 105 minutes
- Genre : Comédie romantique et science-fiction
- Pays de production :  Autriche
- Dates de sortie :
  - Autriche : 19 novembre 1952

## Distribution
- Hilde Krahl : la présidente de la Global Union
- Josef Meinrad : le chancelier fédéral d'Autriche
- Waltraut Haas : Mitzi
- Judith Holzmeister : Ina Equiquiza
- Curd Jürgens : le capitaine Herakles
- Hans Moser : le compositeur
- Paul Hörbiger : Augustin
- Erik Frey : le prince Eugen
- Alma Seidler : le journaliste
- Theodor Danegger : le haut commissaire russe
- Harry Fuss : Franzl
- Ulrich Bettac : le négociateur Robinson
- Helmut Qualtinger : le Russe dans la Jeep
- Elisabeth Stemberger : la secrétaire
- Karl Ehmann : le chef de cabinet

## Distinctions
Le film a été présenté en sélection officielle en compétition au Festival de Cannes 1953.